# Liste der Bodendenkmale in Schladen-Werla
In der Liste der Bodendenkmale in Schladen-Werla sind die Bodendenkmale der niedersächsischen Gemeinde Schladen-Werla aufgeführt. Die Quelle ist der Denkmalatlas Niedersachsen.
- Diese Liste erhebt keinen Anspruch auf Vollständigkeit.
- Die Angaben ersetzen nicht die rechtsverbindliche Auskunft der zuständigen Denkmalschutzbehörde.
- Es sind nur Daten aus dem Denkmalatlas verarbeitet.
- Der Stand der Liste ist der 8. Juni 2025.

Schladen-Werla im Landkreis Wolfenbüttel

## Allgemein
In den Spalten finden sich folgende Informationen des Bodendenkmales:
| Lage         | geographische Koordinaten                                                           |
| Bezeichnung  | Bezeichnung lt. Denkmalatlas                                                        |
| Beschreibung | Beschreibung lt. Denkmalatlas                                                       |
| ID           | Objekt-ID                                                                           |
| Bild         | Bild, ggf. zusätzlich mit Link zu weiteren Fotos im Medienarchiv Wikimedia Commons. |

## Beuchte
| Lage                         | Bezeichnung          | Beschreibung                                                                           | ID       | Bild |
| ---------------------------- | -------------------- | -------------------------------------------------------------------------------------- | -------- | ---- |
| 51° 59′ 44″ N, 10° 30′ 26″ O | Beuchte 2, Grabhügel | Durchmesser ca. 22 m und Höhe ca. 0,3 m. Sehr flach. Rand auslaufend.                  | 28953795 | BW   |
| 51° 59′ 45″ N, 10° 30′ 26″ O | Beuchte 3, Grabhügel | Durchmesser ca. 8 m und Höhe ca. 0,2 m. Sehr flach. Randbereiche flach und verwaschen. | 28953797 | BW   |

### Beuchte 1
- ID: 28953907
- 1939 noch ca. 40 Hügel, davon 9 heute noch mehr oder weniger erkennbar. Das Grabhügelfeld hat sich früher nach N, nach SW auf die andere Seite des Weges Wehre-Obere Schierksmühle (Lagebezeichnung Im Schierke) und wohl auch nach S weiter ausgedehnt. Bereits vor 1860 sollen „Nachgrabungen“ durchgeführt worden sein. Eventuell Bronzezeit – Eisenzeit?

| Lage                         | Bezeichnung | Beschreibung                                                                | ID       | Bild |
| ---------------------------- | ----------- | --------------------------------------------------------------------------- | -------- | ---- |
| 51° 59′ 35″ N, 10° 30′ 15″ O | Wehre 1     | Durchmesser ca. 16 m und Höhe ca. 0,3 m. Maße 1948. Heute stark überpflügt. | 28953794 | BW   |
| 51° 59′ 37″ N, 10° 30′ 17″ O | Wehre 6     | Durchmesser ca. 18 m und Höhe ca. 0,3 m. Maße 1948. Heute stark überpflügt. | 28953899 | BW   |
| 51° 59′ 40″ N, 10° 30′ 20″ O | Wehre 7     | Durchmesser ca. 22 m und Höhe ca. 0,5 m. Maße 1948. Heute stark überpflügt. | 28953902 | BW   |

## Gielde
| Lage                        | Bezeichnung              | Beschreibung | ID       | Bild |
| --------------------------- | ------------------------ | --- | -------- | ---- |
| 52° 2′ 52″ N, 10° 29′ 14″ O | Gielde 1, Kukeriulenburg | Umfasst ein Oval von 105 × 65 m Größe. Umgebender Wall bei max. 8 m Basisbreite noch bis 1,5 m hoch, Wallkrone noch bis 2 m breit. Außen ein 7 m breiter und 1,5 m tiefer Graben. An der Steilkante im Osten ist der Wall auf einer Länge von ca. 45 m unterbrochen. Der Hang ist hier künstlich versteilt, so dass eine Geländestufe unterhalb der Burganlage entsteht. Im südlichen Innenraum eine rechteckige Erhöhung von 10 × 25 m Größe, von sehr flachen Graben umgeben. Südlich wurden Mauerreste beobachtet. Von den beiden Zugängen ist der südliche wahrscheinlich der ursprüngliche, der nordwestliche hingegen wohl neueren Datums. Keine Schriftzeugnisse. Lage und Form der Burg sprechen für eine Datierung in das Frühmittelalter. | 28949350 | BW   |
| 52° 2′ 22″ N, 10° 30′ 34″ O | Gielde 25, Grabhügel     | Größe ca. 8 × 4 m und Höhe ca. 0,2 m. Unregelmäßig, annähernd oval; flach; Randbereiche sehr flach auslaufend. L. 8 m; Br. 4 m; H. 0,2 m. Durch Tiergänge stark gestört. | 28954881 | BW   |

### Gielde 6
- ID: 28955013
- Gruppe von 1950 (noch) 9–10 Hügeln. Heute stark verflacht und nur 5 erhalten.

| Lage                        | Bezeichnung | Beschreibung | ID       | Bild |
| --------------------------- | ----------- | --- | -------- | ---- |
| 52° 2′ 10″ N, 10° 30′ 50″ O | Gielde 6    | Durchmesser ca. 11 m und Höhe ca. 0,3 m. Annähernd rund, sehr flach. | 28954880 | BW   |
| 52° 2′ 10″ N, 10° 30′ 50″ O | Gielde 7    | Durchmesser ca. 7 m und Höhe ca. 0,2 m. Annähernd rund, stark abgeflacht. Durch Tiergänge gestört.                                                                                      | 28954996 | BW   |
| 52° 2′ 11″ N, 10° 30′ 49″ O | Gielde 8    | Durchmesser ca. 8 m und Höhe ca. 0,2 m. Rund, sehr flach. | 28954999 | BW   |
| 52° 2′ 11″ N, 10° 30′ 50″ O | Gielde 9    | Durchmesser ca. 8 m und Höhe ca. 0,2 m. Ursprünglich wohl rund, sehr flach. | 28955001 | BW   |
| 52° 2′ 11″ N, 10° 30′ 51″ O | Gielde 10   | Durchmesser ca. 8 m und Höhe ca. 0,2 m. Ursprünglich wohl rund (jetzt halbrund), sehr flach. Im westl. Bereich flach gewölbt. Im O von Feldweg angeschnitten. Durch Tiergänge zerstört. | 28955003 | BW   |

## Hornburg
| Lage                        | Bezeichnung           | Beschreibung | ID       | Bild |
| --------------------------- | --------------------- | --- | -------- | ---- |
| 52° 2′ 53″ N, 10° 35′ 9″ O  | Hornburg 1, Ringwall  | Flache, ovale, NS-orientierte Bodenerhöhung, Rest einer runden Niederungsburg. O des Weges ehem. Graben als flache, wannenartige, ringförmige Vertiefung erkennbar. In dem (im Acker liegenden) W-Drittel ringförmige Bodenhellfärbung (ehem. Graben?). Am Ackerrand Steinanhäufungen. Abgesehen vom Flurnamen „Am Burgwall“ gibt es keine schriftliche Überlieferung. Die Datierung in das 9.–13. Jh. erfolgt aufgrund archäologischer Erkenntnisse.                    | 28947736 | BW   |
| 52° 1′ 55″ N, 10° 36′ 14″ O | Hornburg 2, Stadtwall | Im NW der Innenstadt, vom Dammtor nach NW laufend. Bis 1,5 m hoher Erdwall. An einigen Stellen durch Bebauung zerstört. Man wird wohl 944 bereits mit einer Befestigung im Südosten des Stadtgebietes auf dem 105 m hohen Felsen „Kleiner Fallstein“ rechnen können. Die 1378 als Villa und 1552 als Stadt genannte Hornburg war teilweise mit einem Stadtwall und einem Graben, in einigen Bereichen aber auch mit einer Stadtmauer befestigt. - Teilstück ID: 37178288 | 28926530 | BW   |

### Hornburg 3
- ID: 28955126
- 6 erkennbare Hügel, Rest eines großen Grabhügelfeldes.

| Lage                        | Bezeichnung | Beschreibung | ID       | Bild |
| --------------------------- | ----------- | --- | -------- | ---- |
| 52° 1′ 41″ N, 10° 35′ 52″ O | Hornburg 3  | Durchmesser ca. 12 m und Höhe ca. 0,8 m. Hochgewölbt, annähernd rund. Randbereiche abgsesetzt. Nordwestl. Fuß von der Straße leicht angeschnitten und durch Bodenabtragung gestört.                       | 28955119 | BW   |
| 52° 1′ 42″ N, 10° 35′ 52″ O | Hornburg 4  | Durchmesser ca. 10 m und Höhe ca. 0,4 m. Flach, annähernd rund. Randbereiche flach auslaufend. Flache Mulde am westl. Hügelfuß.                                                                           | 28955120 | BW   |
| 52° 1′ 43″ N, 10° 35′ 49″ O | Hornburg 5  | Durchmesser ca. 11 m und Höhe ca. 0,5 m. Flach, rund mit abgeflachter Kuppe. Fuß abgesetzt. Gestört durch Mulde.                                                                                          | 28955122 | BW   |
| 52° 1′ 43″ N, 10° 35′ 49″ O | Hornburg 6  | Durchmesser ca. 9 m und Höhe ca. 0,3 m. Sehr flach, annähernd rund mit abgeflachter Kuppe. Randbereiche flach auslaufend.                                                                                 | 28955123 | BW   |
| 52° 1′ 46″ N, 10° 35′ 49″ O | Hornburg 7  | Durchmesser ca. 10 m und Höhe ca. 0,3 m. Flache, runde Bodenerhöhung mit abgeflachter Kuppe. Randbereiche flach auslaufend. Durch Furchen gestört. Im westl. Bereich durch Waldpfad leicht angeschnitten. | 28955124 | BW   |
| 52° 1′ 47″ N, 10° 35′ 49″ O | Hornburg 8  | Durchmesser ca. 12 m und Höhe ca. 0,3 m. Annähernd rund, flach gewölbt. Stark gestört durch von O nach W laufenden Waldweg. Randbereiche flach.                                                           | 28955125 | BW   |

### Hornburg 9
- ID: 28955237
- Gruppe aus 4 Erdhügeln, Rest eines größeren Grabhügelfeldes.

| Lage                        | Bezeichnung | Beschreibung | ID       | Bild |
| --------------------------- | ----------- | --- | -------- | ---- |
| 52° 1′ 55″ N, 10° 35′ 44″ O | Hornburg 9  | Durchmesser ca. 10 m und Höhe ca. 0,4 m. Gewölbt, rund. Fuß flach abgesetzt. Im nördl. Bereich durch Mulde gestört.                                 | 28955127 | BW   |
| 52° 1′ 56″ N, 10° 35′ 45″ O | Hornburg 10 | Durchmesser ca. 10 m und Höhe ca. 0,4 m. Hochgewölbt, rund. Fuß im östl. Bereich flach auslaufend. Sonst leicht abgesetzt.                          | 28955137 | BW   |
| 52° 1′ 56″ N, 10° 35′ 44″ O | Hornburg 11 | Größe ca. 16 × 12 m und Höhe ca. 0,8 m. Länglich, hochgewölbt. Randbereich im W flach mit dem Hang auslaufend. Sonst abgesetzt, gestörter Eindruck. | 28955234 | BW   |
| 52° 1′ 56″ N, 10° 35′ 45″ O | Hornburg 12 | Durchmesser ca. 4,5 m und Höhe ca. 0,4 m. Flach gewölbt. Randbereich im N flach auslaufend.                                                         | 28955235 | BW   |

## Isingerode
| Lage                       | Bezeichnung            | Beschreibung | ID       | Bild           |
| -------------------------- | ---------------------- | --- | -------- | -------------- |
| 52° 1′ 4″ N, 10° 34′ 34″ O | Isingerode 1, Ringwall | Die mehrphasige Befestigungsanlage bei Isingerode wird als Schwedenschanze und seit den Ausgrabungen im Jahr 2006 auch als Isiburg bezeichnet. Der Ringwall mit zugehöriger Außensiedlung entstand bereits in der späten Bronzezeit um 1200 v. Chr. Umschloss eine ovale Fläche von ca. 140 × 180 m und besaß einen äußeren sowie einen inneren Ring. Der innere Wall besaß einen vorgelagerten Graben und ist älter als der äußere. | 28955243 | Weitere Bilder |

## Schladen
| Lage                        | Bezeichnung            | Beschreibung | ID       | Bild           |
| --------------------------- | ---------------------- | --- | -------- | -------------- |
| 52° 0′ 40″ N, 10° 30′ 54″ O | Schladen 27, Grabhügel | Durchmesser ca. 11,5 m und Höhe ca. 0,5 m. NW-Rand durch Rinne (Wegespur?) angeschnitten. | 28953657 | BW             |
| 52° 0′ 47″ N, 10° 30′ 41″ O | Schladen 30, Grabhügel | Durchmesser ca. 14 m und Höhe ca. 0,6 m. Annähernd rund. Mit asymmetrischem Querschnitt: im SW flach ansteigende, im NO überhöhte Wölbung. Kuppe abgeflacht aber mit unregelmäßiger Oberfläche. | 28953659 | BW             |
| 52° 0′ 46″ N, 10° 30′ 38″ O | Schladen 31, Grabhügel | Durchmesser ca. 13 m und Höhe ca. 1 m. (Stand: 1940er Jahre); jetziger Erhaltungszustand unbekannt. | 28953664 | BW             |
| 52° 0′ 44″ N, 10° 30′ 34″ O | Schladen 32, Grabhügel | Durchmesser ca. 15 m und Höhe ca. 0,4 m.(in den 40er Jahren noch etwa 1,00 m). Flach, wohl annähernd rund. Randbereich schwerlich auszumachen. Unregelmäßige Oberfläche. Bereits in den 40er Jahren durch Weg angeschnitten. | 28953665 | BW             |
| 52° 1′ 25″ N, 10° 32′ 27″ O | Schladen 33, Burg      | Von der mittelalterlichen Burg ist kaum etwas zu erkennen. Ein runder Turm wurde 1848 beseitigt. Der Ausgräber Schultz sah als den ältesten Kern der Burg die polygonale Ringmauer mit dem Mauerturm im Süden an. Der Bergfried stammt aus jüngerer Phase. Weitere Gebäudereste datieren erst in das 16./17. Jh. Grundlegende Umgestaltungen erfolgten zwischen 1643 und 1728 mit der schrittweisen Umwandlung zum Gut. | 28953668 | Weitere Bilder |
| 52° 1′ 47″ N, 10° 30′ 51″ O | Schladen 40, Grabhügel | Durchmesser ca. 18 m und Höhe ca. 1,1 m. Markant. Kuppe stark abgeflacht mit muldenartigen Vertiefungen. Randbereiche unterschiedlich stark auslaufend. In östl. Richtung wölbackerähnlich auslaufend. | 28953767 | BW             |

### Schladen 1
- ID: 28949449
- 24 meist gut erhaltene Hügel.

| Lage                        | Bezeichnung | Beschreibung | ID       | Bild |
| --------------------------- | ----------- | --- | -------- | ---- |
| 52° 0′ 28″ N, 10° 30′ 50″ O | Schladen 1  | Durchmesser ca. 13 m und Höhe ca. 0,4 m. Rund. Gleichmäßig flach gewölbt. Randbereich flach auslaufend; Kuppe abgeflacht. In der Mitte und am SW-Hügelrand muldenartige Vertiefung.                                                       | 28955374 | BW   |
| 52° 0′ 28″ N, 10° 30′ 49″ O | Schladen 2  | Durchmesser ca. 12 m und Höhe ca. 0,2 m. Annähernd rund, flachgewölbt. Kuppe stark abgeflacht. Randbereiche verwaschen, flach auslaufend.                                                                                                 | 28955375 | BW   |
| 52° 0′ 27″ N, 10° 30′ 47″ O | Schladen 3  | Größe ca. 22 × 17 m und Höhe ca. 0,8 m. Oval mit deutlicher gleichmäßiger Wölbung. O-W orientiert. Abgeflachte Kuppe. Hügelfuß deutlich abgesetzt. Bereits 1947 „zerwühlt“.                                                               | 28955377 | BW   |
| 52° 0′ 27″ N, 10° 30′ 46″ O | Schladen 4  | Durchmesser ca. 14 m und Höhe ca. 0,3 m. Annähernd rund, flachgewölbt. Randbereiche verwaschen, flach auslaufend. Oberfläche durch leichte Erdanhäufungen sowie flache, muldenartige Vertiefungen am nördl. und östl. Hügelrand gestört.  | 28955379 | BW   |
| 52° 0′ 26″ N, 10° 30′ 45″ O | Schladen 5  | Durchmesser ca. 19 m und Höhe ca. 0,7 m. Rund. Kuppe leicht abgeflacht. Randbereiche flach aber deutlich abgesetzt. | 28955380 | BW   |
| 52° 0′ 27″ N, 10° 30′ 44″ O | Schladen 6  | Größe ca. 22 × 13 m und Höhe ca. 0,6 m. Oval (möglicherweise ursprünglich zwei Hügel) etwa O-W orientiert. Abgeflachte Kuppe. Hügelfuß deutlich abgesetzt. Im Randbereich muldenartige Vertiefung. Bereits 1947 N-Rand durch Weg gestört. | 28955381 | BW   |
| 52° 0′ 28″ N, 10° 30′ 42″ O | Schladen 8  | Durchmesser ca. 17 m und Höhe ca. 0,5 m. Annähernd rund, deutlich gewölbt. Abgeflachte Kuppe. Randbereiche verwaschen, flach auslaufend.                                                                                                  | 28955385 | BW   |
| 52° 0′ 27″ N, 10° 30′ 42″ O | Schladen 9  | Durchmesser ca. 18 m und Höhe ca. 0,9 m. Rund, gleichmäßig hochgewölbt. Kuppe leicht abgeflacht. Rand im Norden durch Waldweg angeschnitten, sonst deutlich abgesetzt.                                                                    | 28953522 | BW   |
| 52° 0′ 26″ N, 10° 30′ 42″ O | Schladen 10 | Durchmesser ca. 12 m und Höhe ca. 0,4 m. Rund. Abgeflachte Kuppe. Randbereich sonst deutlich abgesetzt. | 28953524 | BW   |
| 52° 0′ 27″ N, 10° 30′ 41″ O | Schladen 11 | Durchmesser ca. 18 m und Höhe ca. 0,9 m. Rund mit gleichmäßiger hoher Wölbung. Rand im Osten flach auslaufend, sonst deutlich abgesetzt. Im östlichen und westlichen Bereich der Kuppe flache muldenartige Vertiefungen.                  | 28953536 | BW   |
| 52° 0′ 24″ N, 10° 30′ 40″ O | Schladen 12 | Durchmesser ca. 12 m und Höhe ca. 0,2 m. Rund, sehr flach aber deutlich vom Waldboden abgesetzt. Randbereiche auslaufend. Oberfläche durch flache muldenartige Vertiefungen gestört.                                                      | 28953527 | BW   |
| 52° 0′ 26″ N, 10° 30′ 41″ O | Schladen 13 | Durchmesser ca. 13 m und Höhe ca. 0,3 m. Rund. Flach gewölbt. Kuppe abgeflacht. Hügelfuß flach auslaufend. | 28953528 | BW   |
| 52° 0′ 26″ N, 10° 30′ 40″ O | Schladen 14 | Durchmesser ca. 20 m und Höhe ca. 1 m. Hochgewölbt, rund. Kuppe abgerundet; Hügelfuß deutlich abgesetzt. Flache Vertiefungen und Erdanhäufungen.                                                                                          | 28953531 | BW   |
| 52° 0′ 26″ N, 10° 30′ 40″ O | Schladen 15 | Durchmesser ca. 21 m und Höhe ca. 0,6 m. Annähernd rund. Kuppe und nördliche Böschung stark abgetragen. Sonst deutlich bis flach gewölbt.                                                                                                 | 28953532 | BW   |
| 52° 0′ 27″ N, 10° 30′ 41″ O | Schladen 16 | Durchmesser ca. 18 m und Höhe ca. 0,9 m. Rund mit gleichmäßiger hoher Wölbung. Rand im Osten flach auslaufend, sonst deutlich abgesetzt. Im östlichen und westlichen Bereich der Kuppe flache muldenartige Vertiefungen.                  | 28953536 | BW   |
| 52° 0′ 27″ N, 10° 30′ 40″ O | Schladen 17 | Durchmesser ca. 17 m und Höhe ca. 1 m. Rund, gleichmäßig hochgewölbt. Rand deutlich abgesetzt. Im Westen durch Wanderweg angeschnitten.                                                                                                   | 28953539 | BW   |
| 52° 0′ 28″ N, 10° 30′ 38″ O | Schladen 18 | Größe ca. 30 × 22 m und Höhe ca. 1,6 m. Markant, oval in ungefähr NW-SO-Ausrichtung. Gestörte Oberfläche mit abgetragener Kuppe und südl. angeschüttetem Erdreich.                                                                        | 28953542 | BW   |
| 52° 0′ 29″ N, 10° 30′ 38″ O | Schladen 19 | Durchmesser ca. 17 m und Höhe ca. 0,7 m. Annähernd rund, deutlich gewölbt. Kuppe leicht abgeflacht. Randbereiche im N flach auslaufend, sonst deutlich abgesetzt. Nach N hin leicht verzogen.                                             | 28953548 | BW   |
| 52° 0′ 30″ N, 10° 30′ 36″ O | Schladen 20 | Durchmesser ca. 22 m und Höhe ca. 0,5 m. Fast rund, flach gewölbte. Rand flach aber deutlich abgesetzt. Kuppe abgeflacht. Südlicher Hügelfuß durch Fahrspur gestört.                                                                      | 28953551 | BW   |
| 52° 0′ 29″ N, 10° 30′ 35″ O | Schladen 21 | Durchmesser ca. 12 m und Höhe ca. 0,2 m. Fast rund, sehr flach mit abgeflachter Kuppe. Randbereiche sehr flach auslaufend. | 28953645 | BW   |
| 52° 0′ 28″ N, 10° 30′ 36″ O | Schladen 22 | Durchmesser ca. 15 m und Höhe ca. 0,3 m. Fast rund, flach. Kuppe abgeflacht. Hügelfuß sehr flach auslaufend. Im südl. Bereich sehr verwaschen. Am nordöstl. Hügelfuß eine Mulde.                                                          | 28953646 | BW   |
| 52° 0′ 27″ N, 10° 30′ 36″ O | Schladen 23 | Durchmesser ca. 25 m und Höhe ca. 1,2 m. Rund, hochgewölbt. Kuppe zum W hin abgeflacht. Hügelfuß deutlich abgesetzt. Westl. Bereich durch Tiergänge stark gestört.                                                                        | 28953648 | BW   |
| 52° 0′ 27″ N, 10° 30′ 38″ O | Schladen 24 | Durchmesser ca. 20 m und Höhe ca. 1,5 m. Rund, hochgewölbt mit abgerundeter Kuppe. Rand deutlich abgesetzt. Leicht unruhige Oberfläche.                                                                                                   | 28953647 | BW   |
| 52° 0′ 27″ N, 10° 30′ 39″ O | Schladen 25 | Größe ca. 20 × 15 m und Höhe ca. 0,6 m. Oval, deutlich gewölbt in ungefährer NW-SO-Ausrichtung. Oberfläche unregelmäßig, Rand deutlich abgesetzt. Über die Mitte führt in NW-Richtung ein ausgetretener Wanderweg.                        | 28953649 | BW   |

## Werlaburgdorf
| Lage                       | Bezeichnung                  | Beschreibung | ID       | Bild           |
| -------------------------- | ---------------------------- | --- | -------- | -------------- |
| 52° 2′ 24″ N, 10° 33′ 6″ O | Werlaburgdorf 1, Pfalz Werla | Ottonische Königspfalz (10. Jh.). Hauptburg mit innerer und äußerer Vorburg (die Vorburgen umschließen die Pfalz im Westen und Norden) auf einem markanten Geländesporn über der Oker. Gesamtfläche der Anlage ca. 500 × 600 m. Kernburg und die Vorburgen sind jeweils mit mächtigen Spitzgräben mit dahinterliegenden Wällen, teilweise mit mit Mauern verblendeter Front, befestigt. | 28949455 | Weitere Bilder |
| 52° 3′ 7″ N, 10° 32′ 26″ O | Werlaburgdorf 3, Kreuzstein  | Kreuzstein aus Sandstein. H. 72 cm, Br. 50 cm, T. 28 cm. Plattenförmig, mit abgerundeten oberen Ecken. Auf der Vor- und Rückseite ist je ein erhabenes Kreuz auf einer vertieften Scheibe eingemeißelt. | 28954032 | BW             |